# Scybalocanthon pygidialis
Scybalocanthon pygidialis – rodzaj chrząszczy z rodziny poświętnikowatych i podrodziny Scarabaeinae. 

## Taksonomia
Gatunek ten opisany został po raz pierwszy w 1922 roku przez Adolfa Schmidta na łamach „Archiv für Naturgeschichte” pod nazwą Canthon pygidialis. Jako lokalizację typową wskazano Amazonię. Do rodzaju Scybalocanthon przeniesiony został w 1956 roku przez Francisca Silvéria Pereirę i Antonia Martíneza.

## Morfologia
Chrząszcz o ciele długości od 8 do 9,2 mm, w zarysie podługowato-owalnym, matowym wskutek mikroziarenkowania. Głowa jest ciemnobrązowa do czarnej, o nadustku zaopatrzonym w dwa małe, trójkątne, pośrodkowe ząbki na krawędzi przedniej. Przedplecze jest żółte do jasnobrązowego z podłużną, brązową plamką w części środkowo-przedniej. Jego przednie naroża mają kąt 85°, a brzegi boczne są regularnie zakrzywione. Ciemnobrązowe do czarnych pokrywy mają wąskie, błyszczące, niewyraźnie punktowane rzędy, z których ósmy na przedzie ma wąskie żeberko. Hypomery są po bokach żółte lub jasnobrązowe. Ciemnobrązową lub czarną barwę mają przedpiersie, śródpiersie i mezoepisternity, a żółtą lub jasnobrązową metepisternity, zapiersie, spód odwłoka i pygidium. Odnóża są ciemnobrązowe lub czarne z żółtymi lub jasnobrązowymi goleniami i środkowymi częściami ud.
Genitalia samca mają silnie niesymetryczne paramery – prawa ma krawędź grzbietową zakrzywioną dowewnętrznie, krawędź brzuszną prawie prostą z krótkim i okrągłym wykrojeniem u podstawy, a wierzchołek ukośnie ścięty, lewa natomiast ma krawędź grzbietową zakrzywioną dowewnętrznie w części nasadowej i środkowej oraz zaopatrzoną w spiczasty wyrostek w części wierzchołkowej, a krawędź brzuszną prawie prostą z krótkim, dwupłatowym wykrojeniem u podstawy i zaostrzonym szczytem. W endofallusie występuje okrągły z prawie prostą rączką skleryt peryferyjny górny prawy, krótki, przecinkowaty skleryt peryferyjny frontolateralny z trzema grupami szczecinek lub dwoma grupkami szczecinek i jedną mikroszczecinek tuż za nim oraz naprzeciwległe i podłużne skleryty osiowy i podosiowy; brak jest sklerytu dodatkowego.

## Ekologia i występowanie
Owad spotykany w nizinnych lasach deszczowych. Osobniki dorosłe żerują na odchodach ssaków, w tym ludzi.
Gatunek neotropikalny, znany z Wenezueli, Surinamu, Gujany Francuskiej oraz brazylijskich stanów Amapá, Amazonas i Roraima.